# Microdon papuanus
Microdon papuanus är en tvåvingeart som beskrevs av Doesburg 1959. Microdon papuanus ingår i släktet myrblomflugor, och familjen blomflugor. Inga underarter finns listade i Catalogue of Life.